# Valverde (comune)
Valverde (Beḍḍuvirdi in siciliano) è un comune italiano di 7 794 abitanti della città metropolitana di Catania in Sicilia.

## Origini del nome
Molti storici dibattono oggi sull'origine dell'antico toponimo tardo antico "Vallis Viridis". Il borgo fu chiamato in siciliano "Bedduviddi" (Belverde), e quindi italianizzato, ma non senza polemiche.

## Storia
Valverde (detta anche Aci Belverde, seppur desueta come forma) e le altre Aci trassero la propria origine comune dall'ipotetica Xiphonia, misterioso centro greco oggi scomparso.
La storia della medievale Jachium e poi dell'araba Al-Yag coincide strettamente con quella del Castello di Aci. Di questo periodo è la fondazione del Santuario di Valverde.
La storia di Valverde sarà praticamente condivisa fino al XVII secolo con quella degli altri casali del territorio di Aci.
Sotto il dominio spagnolo, nel XVII secolo, il notevole sviluppo economico di Aquilia Nuova (Acireale) causò contrasti e rivalità con gli altri casali che chiedevano l'autonomia amministrativa: è stata così concessa la separazione dei casali di Aci. Nacquero: Aci Bonaccorsi (1652), Aci Castello (1647) (comprendente anche Aci Trezza), Aci San Filippo ed Aci Sant'Antonio (1628) (comprendente all'epoca anche "Aci" Valverde, Aci Catena ed Aci Santa Lucia).
L'autonomia comunale arriverà però solo in epoca moderna: la scintilla fu lo storno da parte del comune di Aci Sant'Antonio dei fondi destinati alla costruzione del Cimitero dell'allora frazione Valverde in contrada Caramme, che scatenò la reazione dei valverdesi: era il 1949. Due anni più tardi, il 6 maggio 1951, con Legge regionale n. 39 del 14 aprile 1951, fu istituito il Comune di Valverde; il 25 maggio 1952 si tennero le elezioni per il primo consiglio comunale. Il primo sindaco fu Vincenzo Gammino, più volte rieletto, rimasto in carica per oltre 25 anni.
Ha condiviso la denominazione con l'omonimo comune italiano in provincia di Pavia soppresso il 1º gennaio 2019.

### Simboli
Lo stemma e il gonfalone sono stati riconosciuti con D.P.R. n. 640 del 23 gennaio 1984.
Nello stemma è raffigurato il Santuario dedicato alla Madonna di Valverde.
Il gonfalone è un drappo di azzurro.

## Monumenti e luoghi d'interesse

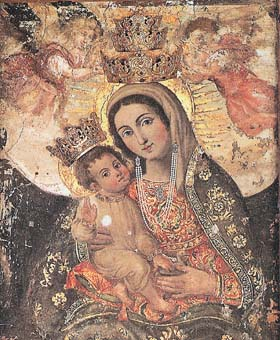
L'icona di Maria Santissima di Valverde, nel santuario

Il monumento più importante è il Santuario di Maria Santissima di Valverde, che si trova in centro ed è di sicura origine medievale, anche se rimaneggiato in epoche successive. Altro luogo spirituale è l'Eremo di Sant'Anna, che, pur appartenendo al territorio di Aci Catena, ha fortemente inciso nella vita della città.
Inoltre nel territorio comunale si trovano resti di un villaggio primitivo nei pressi della contrada Casal Rosato.

## Società

### Evoluzione demografica
Abitanti censiti

## Amministrazione
Di seguito è presentata una tabella relativa alle amministrazioni che si sono succedute in questo comune.
| Periodo        | Periodo        | Primo cittadino          | Partito              | Carica  | Note  |
| -------------- | -------------- | ------------------------ | -------------------- | ------- | ----- |
| 28 marzo 1988  | 22 maggio 1990 | Sebastiano Vasta         | Democrazia Cristiana | Sindaco | [ 5 ] |
| 22 maggio 1990 | 13 giugno 1994 | Sebastiano Vasta         | Democrazia Cristiana | Sindaco | [ 5 ] |
| 1º luglio 1994 | 25 maggio 1998 | Angelo Scandurra         | lista civica         | Sindaco | [ 5 ] |
| 25 maggio 1998 | 27 maggio 2003 | Angelo Scandurra         | -                    | Sindaco | [ 5 ] |
| 27 maggio 2003 | 17 giugno 2008 | Angelo Spina             | lista civica         | Sindaco | [ 5 ] |
| 17 giugno 2008 | 15 giugno 2013 | Angelo Spina             | lista civica         | Sindaco | [ 5 ] |
| 12 giugno 2013 | 10 giugno 2018 | Rosario Giuseppe D'Agata | lista civica         | Sindaco | [ 5 ] |
| 10 giugno 2018 | 1º giugno 2023 | Angelo Spina             | lista civica         | Sindaco | [ 5 ] |
| 1º giugno 2023 | in carica      | Domenico Caggegi         | lista civica         | Sindaco | [ 5 ] |

### Altre informazioni amministrative
Il comune di Valverde fa parte delle seguenti organizzazioni sovracomunali: regione agraria n.7 (Colline litoranee di Acireale).

## Sport

### Hockey su prato
A Valverde è molto praticato l'hockey su prato e la squadra locale, la Polisportiva Valverde, ha raggiunto il 10 giugno 2007 la promozione in serie A1.

### Calcio
Per quanto riguarda il calcio, il Calcio Valverde il 11 maggio 2008 ha raggiunto la promozione in Prima Categoria.

### Scacchi
Nel 2005 fu fondata l'Associazione Dilettantistica Scacchi Valverde ad opera di Domenico Borgese, Salvo Cosentino (presidente), Santo Daniele Spina, Franco Barbagallo. Fino al 2012 furono organizzati quindici tornei serali, quattro tornei rapid play, sei tornei lampo, un torneo provinciale (9º torneo, 6-8 gennaio 2006).